# Il tempo delle mele
Il tempo delle mele (Reality) (La Boum), più noto semplicemente come Il tempo delle mele, è un film del 1980 diretto da Claude Pinoteau.
Grande cult anni '80 interpretato con alta bravura da una Sophie Marceau ora triste, ora innamorata, ora delusa. Il film vuole appunto mostrarci la vita adolescenziale: con i suoi problemi, i primi amori, le prime delusioni ecc. Come dice il titolo stesso l'amore è come un frutto che matura col passare degli anni, ed è questo che succede alla ragazza nel film.
Il film ebbe uno straordinario successo di pubblico in tutto il mondo. Rappresentò l'esordio cinematografico della protagonista Sophie Marceau, all'epoca tredicenne, nel ruolo di una studentessa.

## Trama
A Parigi nel 1980, Victoire "Vic" Berreton è una ragazza di tredici anni al primo anno delle scuole superiori, che familiarizza con i coetanei, tra i quali Pénélope, e incontra Mathieu, che diventa il suo primo amore. Con le prime emozioni e le prime gelosie arriva il conflitto generazionale con suo padre François, dentista, e sua madre Françoise, illustratrice.
Gli adulti attraversano una crisi coniugale condita da discussioni e tradimenti. 
Nel rapporto con i genitori, come ogni figlia che stia entrando nell’adolescenza, Vic vuole libertà, autonomia, indipendenza, ma al contempo chiede ascolto, attenzione. I genitori sono troppo presi dal lavoro e dalla loro crisi matrimoniale, e non prestano la dovuta attenzione alla figlia. Vic trova questa attenzione nella bisnonna, Poupette, che per età è ancora più lontana da lei. Ma Poupette è un’anziana originale e stravagante che unisce un piglio giovane e libero al carico di saggezza e di esperienze vissute.  Poupette assume le funzioni pedagogiche del film, lega la generazione degli adulti e quella dei ragazzi. 
L'epilogo vede la riconciliazione dei genitori e la separazione di Vic da Mathieu.

## Produzione

### Cast
Per scegliere il gruppo principale, la produzione valutò attentamente dai 3000 ai 4000 giovani, sottoponendoli ad una selezione definita «sfibrante» (tutti i ragazzi dovettero recitare la medesima scena, ovvero il momento dell'invito di Raoul alla festa, rivolto a Pénélope e Vic di fronte alla scuola): alla fine vennero scelti:
- Pénélope (Sheila O'Connor), la migliore amica di Vic, ragazza alternativa ed emancipata;
- Samantha (Alexandra Gonin), sorellina di Pénélope, minuta ballerina dell'Opéra;
- Mathieu (Alexandre Sterling), ombroso e romantico, che diventa il grande amore di Vic;
- Arnaud (Laurent N'Diaye), spensierato e ballerino eccezionale;
- Stéphane (Jean-Philippe Léonard), con apparecchio per i denti e lenti a fondo di bottiglia;
- Jean-Pierre (Christopher Beaunay), sfrontato, capellone e smaliziato, con la passione per il rock;
- Raoul (Alain Beigel), amico di tutti e organizzatore della prima festa (la prima e vera "Boum");

Qualche giorno prima della chiusura delle audizioni la produzione non aveva ancora scelto la protagonista. I responsabili e lo stesso Claude Pinoteau avevano già setacciato per mesi i cortili delle scuole, i centri sportivi e le società di casting alla ricerca di una "illuminazione", quando a un'audizione si presentò, con il numero 42 di quella giornata, Sophie Danièle Sylvie Maupu, accompagnata dal padre. Il regista venne colpito sia dalla bellezza semplice e genuina della ragazza ma anche dall'intensità del provino.

## Colonna sonora
Il commento musicale al film fu composto da Vladimir Cosma. La canzone principale, Reality, è cantata da Richard Sanderson.

## Distribuzione
Il film è stato distribuito in Francia dalla Gaumont a partire dal mese di dicembre del 1980 e un anno dopo in Italia. Il titolo italiano è stato creato dall'Ufficio Stampa Gaumont Italia.

### Data di uscita
- 17 dicembre 1980 in Francia (La Boum)[4]
- 7 novembre 1981 in Italia[5]

## Accoglienza
Nonostante un esordio in sordina in Francia, con un incasso modesto, la pellicola ha assunto una popolarità crescente, grazie al passa parola del pubblico, raggiungendo i 4 milioni di spettatori in patria e 7 milioni in Italia, superando un totale di 15 milioni in Europa. La pellicola ha riscosso successo anche nel resto del mondo, soprattutto in Giappone.
Il film si è classificato al terzo posto tra i primi cento film di maggior incasso della stagione cinematografica italiana 1981-1982.
Il tema musicale del film, Reality di Richard Sanderson, bissa il successo conquistando la vetta della classifica in quindici paesi, con un totale di otto milioni di copie vendute.

## Sequel
Sulla scia del grande successo, fu prodotto Il tempo delle mele 2 (titolo originale La Boum 2), nel 1982, con il medesimo cast artistico e tecnico e con l'aggiunta del nuovo protagonista maschile Philippe, interpretato da Pierre Cosso.
Il tempo delle mele 3 nel 1988